# 南部町 (鳥取県)

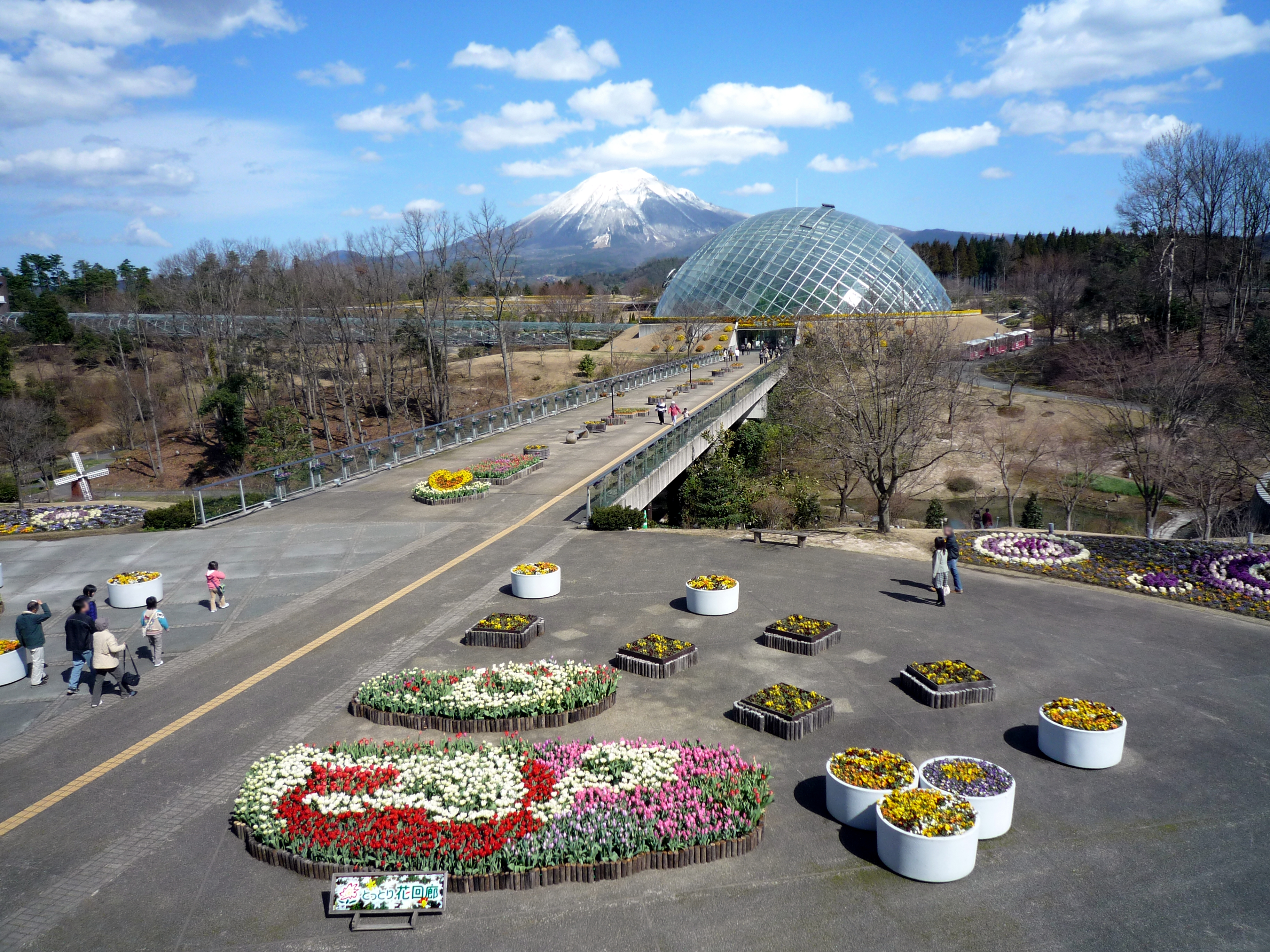
とっとり花回廊西館から大山をバックにフラワードームを見る

南部町（なんぶちょう）は、鳥取県の西部、島根県と境を接する町である。2004年（平成16年）10月1日に西伯町と会見町が合併して誕生した。西伯郡に属す。
「南部」は、西伯郡南部の旧11か村（天津村・大国村・法勝寺村・上長田村・東長田村・手間村・賀野村（以上現南部町）・幡郷村（現南部町および伯耆町）・尚徳村・五千石村・成実村（以上現米子市）を南部地域と呼称してきたことが由来となっている。

## 地理
- 山:
- 河川: 日野川水系法勝寺川、東長田川
- 湖沼: 緑水湖

### 住所表記
2004年10月1日の合併により、南部町が発足した。このため、住所表記が以下の通り変更された。また、大字は表示しない。
- 「西伯郡××町△△」→「西伯郡南部町△△」とする（「大字」があった場合は外す）。

-例-
- 鳥取県西伯郡西伯町大字△△ → 鳥取県西伯郡南部町△△
- 鳥取県西伯郡会見町△△ → 鳥取県西伯郡南部町△△

### 隣接している自治体
- 鳥取県米子市、伯耆町、日南町、日野町
- 島根県安来市

## 歴史
- 2000年（平成12年）10月6日 - 鳥取県西部地震が発生。西伯町大字法勝寺、会見町天萬のそれぞれで震度6弱を記録。
- 2004年（平成16年）10月1日 - 西伯町・会見町が合併して南部町が発足[3]。

## 行政
- 南部町長 陶山清孝（2016年10月24日から）

### 庁舎
南部町役場は法勝寺庁舎、天萬庁舎の2庁舎にて構成される。役場の各課は両庁舎に分けて配置されている。
庁舎毎の代表電話は2004年10月末で廃止され各課への直通番号にかける必要がある。
- 法勝寺庁舎:〒683-0351 西伯郡南部町法勝寺377-1
  - 町長執務場所
  - 議会・議会事務局
  - 選挙管理委員会 等
- 天萬庁舎:〒683-0201 西伯郡南部町天萬558
  - 教育委員会事務局
  - 農業委員会 等

## 姉妹都市・提携都市

### 国内
- 佐川町（高知県）
  - 旧西伯町時代より交流。両町とも桜の名所であることによる。

## 地域

### 人口
| |                                        |  |
| 南部町と全国の年齢別人口分布（2005年） | 南部町の年齢・男女別人口分布（2005年） |  |
| ■紫色 ― 南部町 ■緑色 ― 日本全国 | ■青色 ― 男性 ■赤色 ― 女性              |  |
| 南部町（に相当する地域）の人口の推移 \| 1970年（昭和45年） \| 11,108人 \| \| \| 1975年（昭和50年） \| 11,410人 \| \| \| 1980年（昭和55年） \| 12,472人 \| \| \| 1985年（昭和60年） \| 12,854人 \| \| \| 1990年（平成2年） \| 12,774人 \| \| \| 1995年（平成7年） \| 12,345人 \| \| \| 2000年（平成12年） \| 12,210人 \| \| \| 2005年（平成17年） \| 12,070人 \| \| \| 2010年（平成22年） \| 11,536人 \| \| \| 2015年（平成27年） \| 10,950人 \| \| \| 2020年（令和2年） \| 10,323人 \| \| |                                        |  |
| 総務省統計局 国勢調査より |                                        |  |
| 1970年（昭和45年） | 11,108人                               |  |
| 1975年（昭和50年） | 11,410人                               |  |
| 1980年（昭和55年） | 12,472人                               |  |
| 1985年（昭和60年） | 12,854人                               |  |
| 1990年（平成2年） | 12,774人                               |  |
| 1995年（平成7年） | 12,345人                               |  |
| 2000年（平成12年） | 12,210人                               |  |
| 2005年（平成17年） | 12,070人                               |  |
| 2010年（平成22年） | 11,536人                               |  |
| 2015年（平成27年） | 10,950人                               |  |
| 2020年（令和2年） | 10,323人                               |  |

### 健康
- 平均年齢

### 教育
西伯地区
- 南部町立すみれ保育園
- 南部町立つくし保育園（平成24年度より公設民営）
- 南部町立西伯小学校
  - 大木屋分校（休校中）
- 南部町立法勝寺中学校

会見地区
- 南部町立さくら保育園（平成24年度より公設民営）
- 南部町立ひまわり保育園
- 南部町立会見小学校
- 南部町立会見第二小学校
- 南部町立南部中学校

## 交通

### 鉄道路線
鉄道路線はない。最寄り駅は西日本旅客鉄道山陰本線・境線米子駅となる。
かつては、日ノ丸自動車法勝寺電鉄線（通称・法勝寺電車）が米子駅 - 手間駅（旧会見町） - 法勝寺駅（旧西伯町）間の12.4kmで運転されていたが、1967年に廃止された。

### バス路線
高速バス
かつて、メリーバード（広島 - 米子線）の一部の便が経由していたが、運行ルート変更（松江経由）にともない、域内通過の便はなくなった。
一般路線バス
- 日ノ丸自動車（日ノ丸バス）
  - 祇園町車庫 - 錦海町一丁目 - 久米町（祇園町車庫行のみ） - 加茂町（米子駅・金山行のみ） - 市役所前 - 髙島屋前 - 米子駅 - 石井 - 米子ニュータウン - 阿賀 - 法勝寺 - 東長田 - 金山
  - 祇園町車庫 - 久米町（祇園町車庫行のみ） - 加茂町（米子駅・法勝寺日ノ丸車庫・上長田車庫・大木屋車庫行のみ） - 市役所前 - 高島屋前 - 米子駅 - 石井 - 米子ニュータウン - 阿賀 - 法勝寺 - 法勝寺日ノ丸車庫 - 上長田車庫 - 大木屋車庫
  - 祇園町車庫 - 久米町（祇園町車庫行のみ） - 加茂町（米子駅・法勝寺日ノ丸車庫・上長田車庫行のみ） - 市役所前 - 高島屋前 - 米子駅 - 石井 - 大袋 - 阿賀 - 法勝寺 - 法勝寺日ノ丸車庫 - 上長田車庫
  - 米子駅 - 市役所前 - 高島屋前 - 日原 - 手間 - 朝金 - 御内谷
  - 米子駅発岩屋谷経由手間行きは廃止済み（23年10月ダイヤ改正以前）
  - 御内谷発石井経由米子駅行きは廃止済み（廃止時期不詳）

- 南部町循環バス（愛称:南部町ふれあいバス）

運行は日ノ丸自動車が担当。詳細はリンク先を参照。

### 道路
一般国道
市町村内を走る一般国道:国道180号
都道府県道
市町村内を走る県道:
鳥取県道1号溝口伯太線
鳥取県道35号西伯根雨線
鳥取県道104号西伯伯太線
鳥取県道160号福頼市山伯耆大山停車場線
鳥取県道244号境車尾線
鳥取県道316号米子岸本線

## 情報通信
市外局番は、0859（39、48、64、66）となっている。
- 会見電話交換所管轄（48（3千番台）、64）
- 西伯電話交換所管轄（39（6千番台）、66）
- 米子市・境港市・日吉津村・大山町（中山地区を除く）・南部町・伯耆町・日南町・日野町・江府町

米子市・日吉津村・南部町・伯耆町の1市2町1村全域の郵便物の集配は、米子郵便局が行う。
- 683-00xx、683-08xx、683-85xx、683-86xx、683-87xx、683-01xx、689-35xx、689-34xx、683-03xx、683-02xx、689-41xx、689-42xx

## 名所・旧跡・観光スポット・祭事・催事
- 法勝寺城址
- 手間要害
- 一式飾り（4月、法勝寺地区）
- さくらまつり、法勝寺川沿い桜並木
- 緑水湖（賀祥ダム（英語版））
- とっとり花回廊

## 出身有名人

### 政治・経済・行政
- 植田欣二（農業、地主、鳥取県多額納税者）
- 西尾邑次（元鳥取県知事）
- 門脇孝一（弁護士、日本産業貯蓄銀行専務、米子町会議員） - 天萬出身[5]。
- 松下芳三郎（官僚）

### スポーツ
- 古曳保正（日本の柔道家＜講道館9段＞・教育者）
- 福益敏（元ボート選手・メキシコシティオリンピックボート・エイト代表）
- 野口裕美（元プロ野球選手・投手）
- 丸谷拓也（サッカー指導者・元プロサッカー選手）

### ゆかりのある人物
- 2代坂口平兵衛（坂口合名会社代表社員会長、米子商工会議所名誉会頭） - 実母は手間村（現・南部町）の都田の娘である[6]。
- 坂口幸雄（サンマリタン耳鼻咽喉科医院長、エフエム山陰代表取締役社長、坂口平兵衛の女婿） - 住所は天萬[7]。

## 南部町を舞台にした作品
小説
- 松本清張　「数の風景」（1987年、朝日新聞社）
- 斎藤栄　「殺人花回廊」（2000年、実業之日本社）

映画
「ぬくもりの内側」 エピソード３（2023年 イオンエンターテイメント、白石美帆、三田佳子、渡辺裕之、島田順司、音無美紀子）